# Magyar lúd
A magyar lúd a házi lúd (Anser anser domestica) egy fajtája. Magyarország védett háziállatai közé tartozik. Simatollú és fodrostollú változatban tenyésztik. Leggyakoribb színe a fehér, de vannak szürke, tarka és fekete példányok is. A lúd szinonimája a közismert liba elnevezés. A liba mája Magyarország egyik fontos exportcikke.

## Története
Egykorú források szerint a házi libák után már a 11. és 12. században egyházi tizedet kellett fizetni. Ekkor az ország minden területén elterjedt a parlagi változata, amelynek ősei valószínűleg Görögország felől érkeztek. Ebből az állományból alakultak ki a magyar lúd színváltozatai és tájfajtái. A Léva-vidéki lúd a kitűnő minőségű húsáról és májáról volt nevezetes, a makói a májméretéről. A 20. század elején a magyar parlagi lúd nemesítésére az emdeni fajtát hozták be az országba, s ez a két fajta vált uralkodóvá a későbbiekben. Végül a mai változat a parlagi fajta és a külföldi fajták keresztezéséből jött létre.
A 19. század első felében megjelent a magyar lúd fodrostollú változata, amelynek kialakulásáról különböző elméletek születtek. Az egyik szerint mutációként jött létre, a másik elmélet szerint kelet felől érkezett. Ezt támasztja alá az, hogy gyakran említették török illetve asztraháni lúdként. Annyi bizonyos, hogy a fodrostollú ludak megtalálhatóak a Fekete-tenger partvidékén és a Duna völgyében. De csak hazánkban vonták tenyésztésbe, s ez néhány elkötelezett tenyésztő érdeme.
Ma a magyar lúdnak több génbanki állománya is létezik. Az egyik a Debreceni Egyetem gondozásában, a másik, amelyet Erdélyből származó egyedekből hoztak létre, egy tápiógyörgyei tenyésztő tulajdonában van. Ez a tenyészet adta az alapját a gödöllői Kisállattenyésztő Kutatóintézet állományának.

## Változatai

### Simatollú magyar lúd
Színe leggyakrabban fehér, de létezik tarka és szürke színben is. A tojó 5–6 kg, a gúnár 6–8 kg tömegű. Évente 15 tojást rak.
Igénytelen, edzett, gyorsan növő fajta. Mind a húsa, mind a mája kitűnő minőségű. Évente akár háromszor-négyszer is téphették.

### Fodrostollú magyar lúd

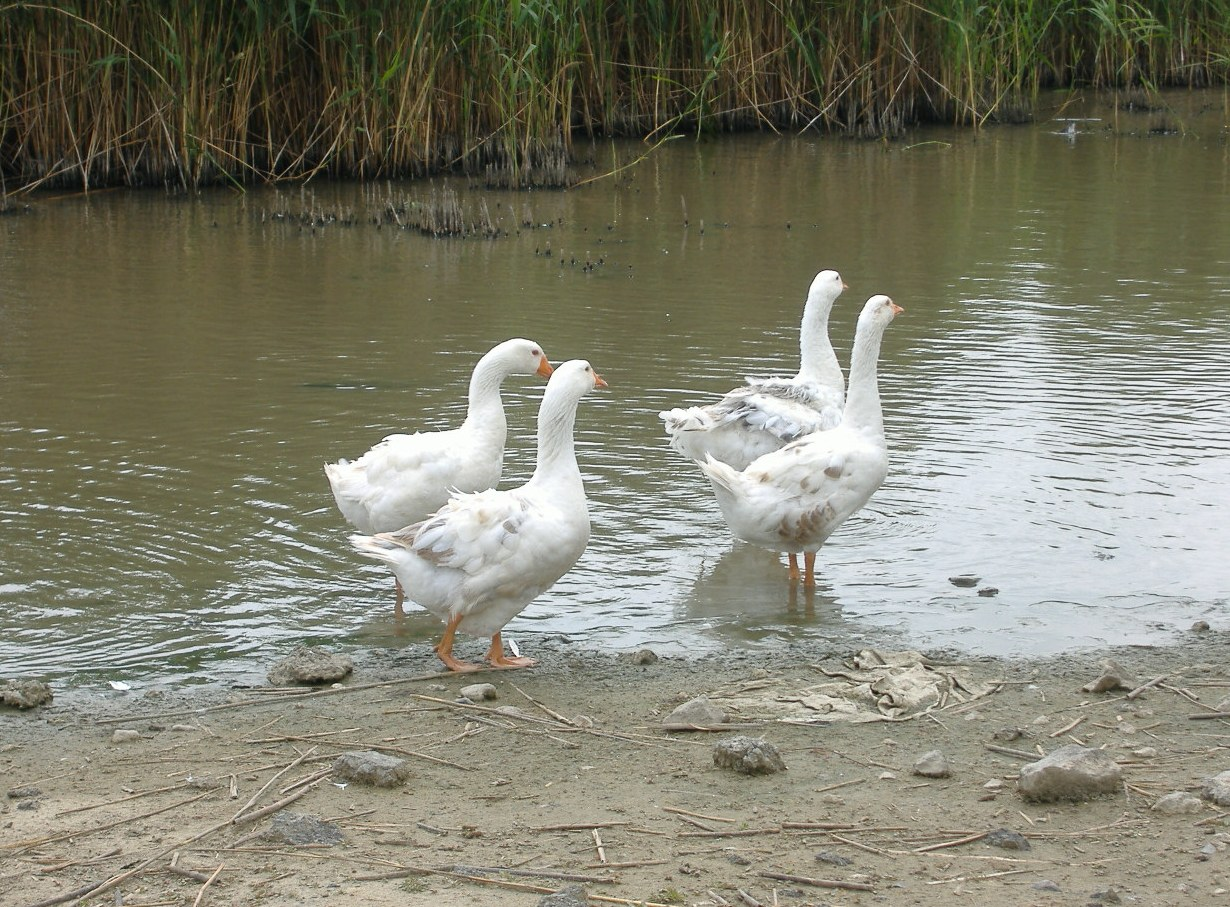
Fodrostollú magyar ludak

Igazi különlegesség. Szárnyfedő tollai és farktollai hosszúak, szalagszerűen fodrozódnak. Leggyakoribb a fehér szín, de ugyancsak létezik tarka és szürke változatban is. Egyéb tulajdonságaiban, húsa, mája minőségében nem marad el a simatollú változattól.

## Értelmi képességei
A ludakról sokáig azt tartották, hogy együgyűek, pedig valójában a legértelmesebb szárnyasok közé tartoznak. A legelő csapatok például őröket állítanak, akik meg tudják különböztetni a pásztort a vadásztól.

## A libatömés
Szeged vidékén hagyományosan kukoricatörés után kezdődött a libatömés ideje. Két terméke volt a hizlalásnak, az úgynevezett "pecsönyés", illetve a "májas" lúd. Az előbbit két hétig, az utóbbit öt-hat héten át tömték kukoricával. A ludat mindkét esetben szűk ólba zárták, hogy minél kevesebbet mozogjon, a tömni való kukoricát pedig megsózták. Pecsenyelibát a Börzsöny-vidékén nyár közepén is hizlaltak ezzel a módszerrel egy-két hétig és a falu búcsúnapján levágták. Sok tájon szüretre hizlaltak fel töméssel gazdaságonként egy-két libát. A pecsenyeliba hagyományosan magyar piaci árucikk volt, csak a 20. században veszített jelentőségéből.